# 尼克·弗罗斯特 (游泳运动员)
尼古拉斯·“尼克”·弗罗斯特（Nicholas "Nic" Ffrost，1986年8月14日—），澳大利亚男子游泳运动员，主攻自由泳。曾参加2008年夏季奥林匹克运动会，最终在男子4×200米自由泳接力项目上收获一枚铜牌。